# Ахмад аль-Мутаваккіль бін Сулейман
Ахмад аль-Мутаваккіль бін Сулейман (араб. أحمد بن سليمان; 1106–1171) – імам Зейдитської держави у Ємені, який відновив імамат після тривалої перерви та правив у 1138—1171 роках.